# Nowa Myśl Polska
Nowa Myśl Polska – tygodnik ukazujący się w latach 2001–2004 jako kontynuacja „Myśli Polskiej” pod redakcją Jana Engelgarda.

## Historia
Latem 2001 doszło do przejęcia tygodnika „Myśl Polska” przez środowisko związane z Maciejem i Romanem Giertychami. Ostatni numer pisma, którego redaktorem był Jan Engelgard ukazał się pod datą 29 lipca – 5 sierpnia 2001 (nr 30-31/1515-1516). Kolejny, 32 numer, był już zupełnie innym pismem z nową redakcją. W tym czasie dawny zespół redakcyjny powołał do życia nowy tytuł – „Nowa Myśl Polska” – którego pierwszy numer ukazał się z datą 9 września 2001. Tytuł ukazywał się do końca 2004.
W wyniku zawartej ugody „Myśl Polska” pod nową redakcją przestała wychodzić po ukazaniu się kilku numerów. Natomiast „Nowa Myśl Polska” od 2005 pojawiła się znowu pod nazwą „Myśl Polska”.